# Isla Robinson Crusoe (Fiyi)
Isla Robinson Crusoe (en inglés: Robinson Crusoe Island) es el nombre que recibe una isla frente a la costa suroeste de la principal isla de Fiyi, Viti Levu, fue llamada antes también como «Likuri». Cuenta con un pequeño complejo, principalmente dirigido a los mochileros. Está a aproximadamente dos horas de Nadi (sede del aeropuerto internacional del país), a lo que sigue un paseo en barco de una hora. 
La isla está situada en un estuario, por lo que allí se encuentra una gran cantidad de sedimentos de río. Debido al sedimento, la arena alrededor de la isla es muy oscura y fangosa, lo que se siente especialmente al nadar en el agua. No hay arrecifes de coral directamente cerca de la isla, pero si diferentes tipos de algas. El manglar en el otro lado de la playa principal del complejo implica que hay pocas oportunidades para el buceo, y todo lo que se puede ver es algas y algunos tipos de peces.